# الصف (مركز)
مركز الصف، مركز إداري مصري. يقع في محافظة الجيزة الواقعة في جمهورية مصر العربية. القاعدة الإدارية للمركز هي مدينة الصف.